# 程幼东
程幼东（1952年6月—），男，安徽宁国人，中华人民共和国政治人物，中国民主促进会会员。哈尔滨师范学校（今哈尔滨师范大学）农学系农学专业毕业，北京外国语学院英语二系英语专业本科学历。

## 生平
程幼东历任黑龙江省哈尔滨市教委副主任，哈尔滨市副市长，民进黑龙江省副主委、哈尔滨市主委等职。2003年任民进黑龙江省委主委，并当选为黑龙江省人民政府副省长。2009年8月，中华职业教育社第十次全国代表大会召开，他出任中华职业教育社第十届理事会常务理事。2013年1月程幼东当选黑龙江省政协副主席。